# Bùi Thanh Liêm
Bùi Thanh Liêm (ur. 30 czerwca 1949 w Hanoi, zm. 26 września 1981) – wietnamski lotnik i kosmonauta.

## Życiorys
W 1966 jako ochotnik zgłosił się do armii wietnamskiej. Został skierowany do służby w lotnictwie, gdzie awansował do stopnia kapitana. Od 1970 służył jako pilot w 921 Pułku Lotnictwa Myśliwskiego Czerwonej Gwiazdy. Wziął udział w wojnie wietnamskiej. 27 czerwca 1972 zestrzelił amerykański samolot F-4E, w sumie na jego koncie znalazło się jeszcze jedno zwycięstwo. W 1973 został mianowany dowódcą jednostki lotniczej.
W 1978 ukończył Akademię Sił Powietrznych im. Jurija Gagarina w Monino. W kwietniu 1979 on i Phạm Tuân zostali zakwalifikowani do międzynarodowego programu Interkosmos. Przydzielono go do załogi rezerwowej (wspólnie z Walerijem Bykowskim). W 1980 wrócił do Wietnamu, gdzie nadal służył w lotnictwie w stopniu majora. Otrzymał też Order Hồ Chí Minha. W 1981 zginął w katastrofie samolotu MiG-21 podczas lotu szkoleniowego nad Zatoką Tonkińską u wybrzeży północnego Wietnamu.
Pochowany został w Hanoi.